# Malawi az 1996. évi nyári olimpiai játékokon
Malawi az egyesült államokbeli Atlantában megrendezett 1996. évi nyári olimpiai játékok egyik részt vevő nemzete volt. Az országot az olimpián 1 sportágban 2 sportoló képviselte, akik érmet nem szereztek.

## Atlétika
Férfi
| Versenyző     | Versenyszám | Előfutam | Előfutam | Előfutam | Elődöntő | Elődöntő | Elődöntő | Döntő   | Döntő    |
| Versenyző     | Versenyszám | Idő      | Hely.    | Össz.    | Idő      | Hely.    | Össz.    | Idő     | Helyezés |
| ------------- | ----------- | -------- | -------- | -------- | -------- | -------- | -------- | ------- | -------- |
| Henry Moyo    | 5000 m      | 14:30,53 | 13.      | 33.      | kiesett  | kiesett  | kiesett  | kiesett | kiesett  |
| John Mwathiwa | Maraton     |          |          |          |          |          |          | 2:24:45 | 65.      |